# Виха, Владислав
Владислав Виха (пол. Władysław Wicha; 3 июня 1904, Варшава — 13 декабря 1984, Варшава) — польский коммунистический политик, министр внутренних дел ПНР в 1954—1964, с 1964 по 1968 — секретарь ЦК ПОРП.

## Коммунистический активист
Родился в рабочей семье. В 20-летнем возрасте вступил в молодёжную коммунистическую организацию, затем — в Коммунистическую партию Польши (КПП). Был секретарём подпольных комитетов КПП в Варшаве, Лодзи, Ченстохове.
В 1931 арестован, до 1934 находился в заключении. Вновь арестован в 1936. Освободившись в 1938, эмигрировал в Западную Европу. Работал на металлургических предприятиях Бельгии, Франции, Испании, Великобритании.

## В партийно-государственном аппарате
В 1945 Владислав Виха вернулся в Польшу и вступил в правящую компартию ППР. Был назначен председателем специальной комиссии по борьбе с экономическим преступлениями в Варшаве. Являлся заместителем руководителя Верховной контрольной палаты, заместителем министра государственного контроля в 1952—1954.
С 1949 Владислав Виха — в партийном аппарате ПОРП. В 1949—1950 — первый секретарь воеводского комитета ПОРП в Кельце. С 1950 по 1952 — первый секретарь Варшавского комитета ПОРП. С 1958 — член ЦК ПОРП.

## Во главе МВД
В декабре 1954 Владислав Виха был назначен министром внутренних дел ПНР. Занимал этот пост в течение десяти лет. В его подчинении как министра находились гражданская милиция и с 1956 — Служба госбезопасности.
На совещании руководства МВД в феврале 1957 Виха заявил о «продолжении классовой борьбы за социализм» и о большом количестве «скрытых внутренних врагов». На период министерства Вихи пришлась гибель в перестрелке с ЗОМО последнего бойца вооружённого антикоммунистического сопротивления Юзефа Франчака.
В то же время Владислав Виха не пользовался особым авторитетом в силовых структурах, считался политиком «малоэнергичным». Его пребывание во главе МВД в значительной степени объяснялось стремлением более сильных политиков сохранять между собой баланс сил. В 1964 Виху сменил на посту министра внутренних дел Мечислав Мочар.
С 1964 по 1968 Владислав Виха был секретарём ЦК ПОРП. В 1965—1969 — член Госсовета ПНР. Дважды — в 1952—1956 и 1965—1969 — депутат сейма ПНР.

## После отставки
С начала 1970-х Владислав Виха отошёл от активной политики. В социально-политическом противоборстве 1980-х годов он никак не проявлялся.
Скончался Владислав Виха в возрасте 80 лет.